# Schlaftrunkenheit
Schlaftrunkenheit bezeichnet einen Zustand psychomotorischer Verlangsamung mit verminderter kognitiver Leistungsfähigkeit und Desorientiertheit hinsichtlich Zeit und Örtlichkeit nach dem Aufwachen.
Obwohl die Betroffenen einen wachen Eindruck machen, ist die Wahrnehmung und Verarbeitung äußerer Reize und die Reaktion darauf eingeschränkt. Handlungen erscheinen zwar zielgerichtet, sind aber oft inadäquat. Das Sprechen ist schleppend. Die Dauer dieses Zustands beträgt bis etwa 15 Minuten. Anschließend können sich Betroffene teilweise nicht oder nur bruchstückhaft an diesen Zeitraum erinnern. Schlaftrunkenheit kommt nach spontanem Erwachen oder Erwecken aus dem Tiefschlaf vor, kann aber auch bei morgendlichem Erwecken oder aus Tagschlaf heraus auftreten.
In der Schlafmedizin zählt Schlaftrunkenheit zu den Schlafstörungen und gehört in die Gruppe der Parasomnien. Sie ist eine Arousal-Störung und wird mit dem Non-REM-Schlaf (auch NREM-Schlaf) assoziiert. In Untersuchungen zeigt sich im EEG der Beginn aus dem langsamwelligen Schlaf nach einem Arousal, gefolgt von einem instabilen Wach-EEG mit schlaftypischen Elementen aus dem Schlafstadium N1.
Schlaftrunkenheit tritt bei bis zu 17 % der Kinder bis zum 13. Lebensjahr und bei 4 % der Erwachsenen familiär gehäuft und bei Männern und Frauen gleichermaßen auf.
Als begünstigend für das Auftreten von Schlaftrunkenheit wird forciertes Erwecken, Schichtarbeit, Schlafentzug oder Medikamenten- und Alkoholsucht gehalten.
Als Nebenbefund wird Schlaftrunkenheit bei anderen Schlafstörungen wie dem Obstruktiven Schlafapnoe-Syndrom, Idiopathischer Hypersomnie mit langer Schlafdauer und Zirkadianen Schlaf-Wach-Rhythmusstörungen gefunden.

## Therapie
Bei der Therapie steht die Prävention im Vordergrund. Betroffene sollten die Regeln zur Schlafhygiene beachten und feste
Zeiten für die Schlaf-Wach-Rhythmik einhalten.